# 崩上四方固

崩上四方固のイラスト

崩上四方固（くずれかみしほうがため）は、柔道の固技の抑込技の一つ。ノースサウス・ポジション (North-south position) の一種。講道館や国際柔道連盟 (IJF) での正式名。IJF略号KKS。

## 概要
自分の片方の腕を相手の腋の下から相手を掴み、もう片方の腕は正上四方固と同様、相手の肩または腕を制して、抑え込む、などの様々なパターンがある。
基本形は右手は相手の右腋の下を通して相手の後ろ襟をつかみ、左手は相手の左横帯を掴む。
総合格闘家のジェフ・モンソンは崩上四方固からのノースサウスチョークを得意技としている。相手の頭上側から相手を抑え込んでいるが、袈裟に抑えこんでる場合は後袈裟固、相手の両腕を外から両腕で制している場合は上四方固となる。1926年の書籍『新式柔道』では後袈裟固を崩上四方固に分類している。講道館やIJFでは崩上四方固には分類していない。

## 変化

### 襟四方固
襟四方固（えりしほうがため）は右手で相手の左肩口より襟を取り、左手で相手の左腋の下を通して相手の右襟をつかんで両膝で相手の頭部をはさんでの崩上四方固。

### 三角固

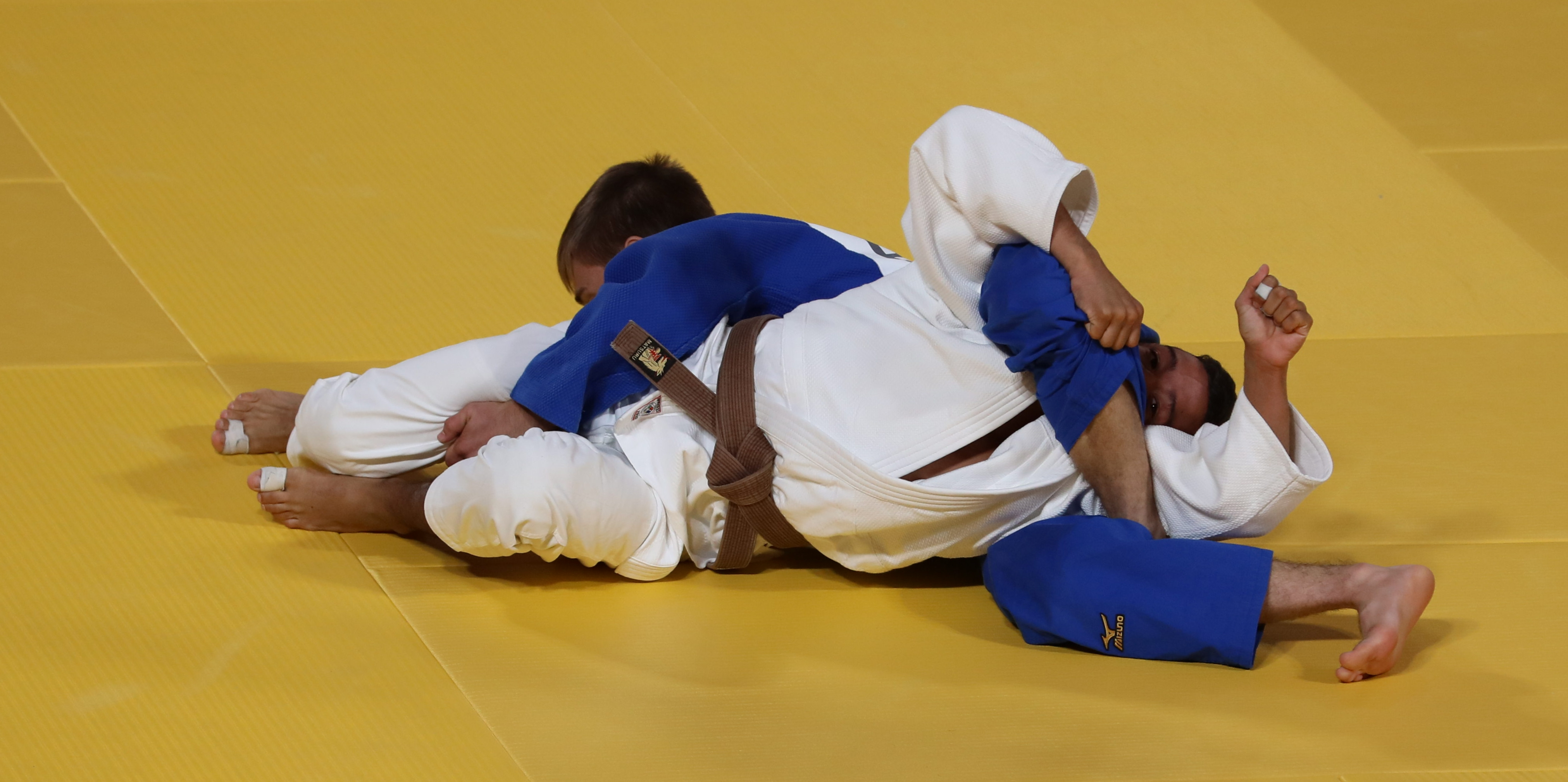
2018年ブエノスアイレスユースオリンピックでの三角固

三角固（さんかくがため）は横三角絞や縦三角絞、後三角絞を掛けながら抑え込む崩上四方固。三角絞に追加して相手の脚や胴を制して抑え込む。横三角絞の体勢から脚の組み方を入替えて縦三角絞にして抑える場合もある。縦三角絞は絞めが極まりにくいので抑え込んで一本を狙う場合が他の三角絞より多い。前三角絞を掛けながら抑え込んだ場合は縦四方固となる。別名三角押込（さんかくおさえこみ）。
腕挫三角固の国際柔道連盟での別正式名も三角固だがそれとは別の技である。また、この名称は通称だが『2018年〜2020年国際柔道連盟試合審判規定』（日本語版）で使われている。前述のようにこの名称は通称というだけでなく同じ名称の関節技が正式名称で存在し、紛らわしいにもかかわらず全柔連は大会結果の技名称として使用している。

#### 横三角固
横三角固（よこさんかくがため）は横三角絞を掛けながら抑え込む三角固。横三角固は七大学柔道やIJFルールでは互いの体の前面を接触させ、抑え込む者の臀部を床から離さないと抑込技として認められない。

#### 上三角固
上三角固（かみさんかくがため）は縦三角絞を掛けながら抑え込む三角固。
試合での実例
- グランプリ・ザグレブ2018女子48 kg級1回戦

○ダリア・ビロディド（ウクライナ）　（01:21 横四方固）　カロライン・ハイン（オーストラリア）×。
IJFは横四方固としてるが実際は崩上四方固の上三角固である。

### 腕挫崩上四方固
腕挫崩上四方固（うでひしぎくずれかみしほうがため）は相手の片腕を両腕で絡めて腕緘のバイセップスライサーを掛けながら抑え込む崩上四方固。自らの両脚を交差させ片脚を相手の脚側に伸ばすと手固後袈裟固となる。書籍『高専柔道の真髄』では両方とも「腕挫崩上四方固」と呼んでいる。

### 腕くくり崩上四方固
腕くくり崩上四方固（うでくくりくずれかみしほうがため）は相手の片腕を相手の帯で括って抑え込む崩上四方固。

### 腕緘併用の崩上四方固
相手にチキンウィングアームロック（腕緘）を掛けながら抑え込む崩上四方固もある。

### 裏四方固
裏四方固（うらしほうがため）は受の両方の腋の下から、取の両腕を通して両手を組んで抑え込む崩上四方固。取は受の腋の下に両腕を入れ上腕で受の上腕を抑え、受の襟付近の首の後ろで両手を組む。取は受の腕を太ももの上できつく抑える。フルネルソンの別名に「裏四方固」があるがそれとは異なる技である。

### バックワーズ・マウンティッド・ポジション
バックワーズ・マウンティッド・ポジション (Backwards Mounted Position) は臀部で相手の頭部や胸の上を抑えながら跨り抑え込む崩上四方固。上体を起こしたままで抑え込む場合もある。手で相手の下穿きを掴む場合もある。

### 首上四方固
首上四方固（くびかみしほうがため）は相手の両腕を頭上側に向ける形での崩上四方固。相手の左腕を頭上に伸ばす形で左腋で抱え、顎で相手の左肩付近を抑え右手は相手の後頭部を通して相手の右上腕辺りを掴み、右上腕に相手の後ろ首を乗せ胸の方に引きつける。左腕は相手の左腕を左腋下で抱え左手で相手の後ろ襟を掴んで抑える。右手は相手の右袖口を握り、頭は相手の後頭下に潜り込ませる方法もある。

### 首抱上四方固
首抱上四方固（くびかかえかみしほうがため）は両腕で相手の頭を抱えながらの崩上四方固。相手の首を右腋下で挟み、右掌で相手の首を抱え左腕で相手の頭を抱き、頭部は相手の右側頭部に密着し、額と両膝は床につけ爪先立てる。送襟絞など後方からの絞めに対し両手で後頭部を抑えて前方に回転させてこの技で抑えこんでもよい。

### 後襟上四方固
後襟上四方固（うしろえりかみしほうがため）は右手は親指を中に左手は四指を中に相手の後襟を掴んでの崩上四方固。逃れられそうになったら片十字絞に移行する。

### 足固
足固（あしがため）は立ちながらの崩上四方固。両足で相手の首を固く挟んで立ち、両手で相手の両脚を掴んで上に上げる。柔道家の尾形源治は確実ではないが意外と相手は起き得ないと述べている。